# Nina Dimitri
Nina Dimitri (Borgnone, 27 marzo 1966) è una cantante e musicista svizzera.

## Biografia
Figlia d'arte del clown Dimitri, ha frequentato la Rudolf Steiner Schule Basel a Basilea, trasferendosi a diciannove anni in Bolivia dove ha frequentato la Escuela Folklorica de Los Kjarkas Bolivia. Ci rimarrà per tre anni prendendo anche lezioni di charango con Julio Lavayèn Frias, charanguista boliviano. Dall'unione con Frias, nel 1986 nasce Samuel, oggi attore, ballerino e acrobata.
Dal 1991 al 1993 si unì alla compagnia Teatro Dimitri, lavorando come cantastorie e commediante. Nel 1992 vinse a Lucerna il primo premio nel festival internazionale dei musicisti di strada.
Dal 1995 lavorò nel circo Monti come cantante, e nel 2001 ritornò a lavorare con la compagnia Teatro Dimitri come cantante.
Nel 2002 ha partecipato alla selezione svizzera per la rappresentanza della nazione all'Eurovision Song Contest, intitolata Concours Eurovision, giungendo in finale. Nel 2006 ha partecipato al pezzo circense comico teatrale La Famiglia Dimitri, e nel 2008 ha preso parte alla pièce musicale Concerto rumoristico insieme alla comica Silvana Gargiulo con la regia di Ueli Bichsel. Nel 2009 è stata assieme alla Famiglia Dimitri per sei settimane a Broadway nel New Victory Theatre. Con Silvana Gargiulo sono diventate un duo teatrale comico e si esibiscono in tutta Europa, creando inoltre la pièce 'Buon appettito sempre con la regia di Ueli Bichsel. Dal 2015 è stata in tournée con la Famiglia Dimitri ma esibendosi parallelamente anche da solista.
Si esibisce in concerti in tutto il mondo come cantante e si accompagna con chitarra e charango, viene anche accompagnata da altri musicisti, eseguendo soprattutto brani di musica latinoamericana.
Oggi vive a Locarno.

## Discografia

### Album
- 1994 - Music from Bolivia
- 1996 - Todo ene esa vida
- 1996 - Canzoni und Canzmit
- 2005 - Best of
- 2010 - Que viva el amor
- 2011 - Canzoni (con Maja Büchel)